# Massacre de Grischino
O Massacre de Grischino foi um dos crimes de guerra soviéticos cometido durante a Segunda Guerra Mundial em Grischino, um povoado no leste da Ucrânia. Neste local as tropas soviéticas assassinaram e torturaram  596 pessoas em fevereiro de 1943, entre prisioneiros de guerra, pacientes do hospital militar, enfermeiras, operários de construção e outros civis.
Entre as vítimas havia 406 integrantes das Forças Armadas Alemãs, 58 integrantes da Organização Todt, 2 dinamarqueses, 89 soldados italianos, 9 soldados romenos, 4 soldados húngaros, 15 funcionários públicos alemães, 7 operários alemães e 8 ucranianos.
O povoado era um ponto de interligação ferroviária, para o transporte de suprimentos e pessoal militar. Possuía um hospital militar.
O massacre foi descoberto com a reconquista do local pelo exército alemão em 18 de fevereiro de 1943. Imediatamente foi iniciado o levantamento e a documentação dos fatos pelo setor de averiguações das Forças Alemãs. A maioria das vítimas femininas apresentaram evidências de estupro e tortura. Encontrou-se cadáveres com cabos de vassoura intrometidos na vagina. Tanto vítimas masculinas e femininas apresentaram mutilações e sinais de espancamento ou tortura. Encontrou-se vitimas com nariz e ouvidos decepados, de outros tinha sido decepado o órgão genital e lhes introduzido na boca.
Documentou-se o massacre com depoimentos de testemunhas juramentadas, fotografias e filmes. O material encontra-se atualmente no Arquivo Federal da Alemanha (Bundesarchiv).

## A divulgação
Em 1984 os fatos tornaram-se conhecidos pelo público através de um documentário filmado pelo televisão alemã Westdeutscher Rundfunk-WDR sobre crimes de guerra.
como O Massacre de Grischino.

## Literatura
- De Zayas, A.M., S.318 ff., "Die Wehrmachtsuntersuchungsstelle", Universitas Verlag, 2001, 7. Aufl., ISBN 3-8004-1051-6.